# Naoyuki Sugano
Naoyuki Sugano (jap. 菅野 直行, Sugano Naoyuki; * 14. Januar 1951 in Tokio) ist ein japanischer Schauspieler und Synchronsprecher.

## Filmografie (Auswahl)
- 1965: Kurayami go-dan (TV-Serie)
- 1968: Wanpaku Tanteidan (わんぱく探偵団, Detective Brat Pack) (TV-Animeserie)
- 1970: Shin Kôkôsei blues (The Forbidden Fruit)
- 1973: Fû-un Lion Maru (TV-Serie)
- 1973: Zenka Onna: Koroshi-bushi (前科おんな 殺し節, Criminal Woman: Killing Melody)
- 1974: Der Tiger von Osaka (0課の女 赤い手錠, Zero-ka no Onna: Akai Wappa)